# Waziers
 Waziers  là một xã của tỉnh Nord, thuộc vùng Hauts-de-France, miền bắc nước Pháp.
It is 4 km (2,5 mi) northwest of Douai and 25 km (16 mi) south of Lille.